# Hemisphaerius javanensis
Hemisphaerius javanensis är en insektsart som beskrevs av Melichar 1906. Hemisphaerius javanensis ingår i släktet Hemisphaerius och familjen sköldstritar. Inga underarter finns listade i Catalogue of Life.